# Gnaphosa zonsteini
Espèce
Gnaphosa zonsteini est une espèce d'araignées aranéomorphes de la famille des Gnaphosidae.

## Distribution
Cette espèce est endémique du Kirghizistan. Elle se rencontre dans les monts Alaiskii dans la province d'Och.

## Description
La femelle holotype mesure 7,60 mm.

## Étymologie
Cette espèce est nommée en l'honneur de Sergey L. Zonstein.

## Publication originale
- Ovtsharenko, Platnick & Song, 1992 : A review of the North Asian ground spiders of the genus Gnaphosa (Araneae, Gnaphosidae). Bulletin of the American Museum of Natural History, no 212, p. 1-88 (texte intégral).